# جوایز ایماجن
جوایز ایماجن (انگلیسی: Imagen Awards)، جوایزی هستند که توسط بنیاد ایماجن برای «تشویق کردن و به رسمیت شناختن لاتینوها در صنعت سرگرمی» داده می‌شود. برای اینکه شخصی یا اثر سرگرمی‌ای برای جایزه ایماجن در نظر گرفته شود، باید از یک روند ورودی گذر کنند. هلن هرناندز رئیس بنیاد ایماجن است.